# Havis Amanda
Havis Amanda är en skulptur av en sjöjungfru som står i en fontän vid Salutorget i Helsingfors. Hon är skapad 1906 i brons av skulptören Ville Vallgren och står omgiven av sprutande sjölejon och fiskar. Attributen för en sjöjungfru inskränker sig till simfenor på tårna.
Hon har blivit oerhört folkkär i sin oskuldsfulla, ändå i sinnlighet utstrålande pose, och representerar något av Helsingfors centrum, i synnerhet sommartid. Konstnären var vid tillfället bosatt i Paris, och uppger i bevarade brev att en mademoiselle Marcelle Delquini hade stått modell. Den avtäcktes 1908 och väckte ett visst rabalder, eftersom den i vissa borgerliga kretsar ansågs vara oanständig.
Enligt en tradition som uppstod på 1920-talet förses Havis Amanda på Valborgsmässoafton med studentmössa under stort ståhej och närvaro av festglada studenter. Traditionen torde ha uppstått som ett studenthyss, och kröningen skedde förr vid midnatt, (eftersom kutymen under förra seklet var att studentmössan bara fick användas mellan första maj och sista oktober), med att någon klättrade upp på henne genom fontänduscharna. I ett skede försökte polismakten hindra evenemanget, men någon lyckades alltid smita förbi, så stadens fäder resignerade. Numera görs det dock under ordnade former: huvudstadsregionens studentkårer turas om med att utföra kröningen, den sker sedan 1978 klockan 18:00 på Valborgsmässoafton under familjevänlig tid, och vanligtvis med hjälp av lyftanordningar godkända av arbetarskyddsmyndigheterna. Själva mössan är också specialbeställd, eftersom hon har ungefär dubbelt så stort huvud som en normal människa.

## Bildgalleri

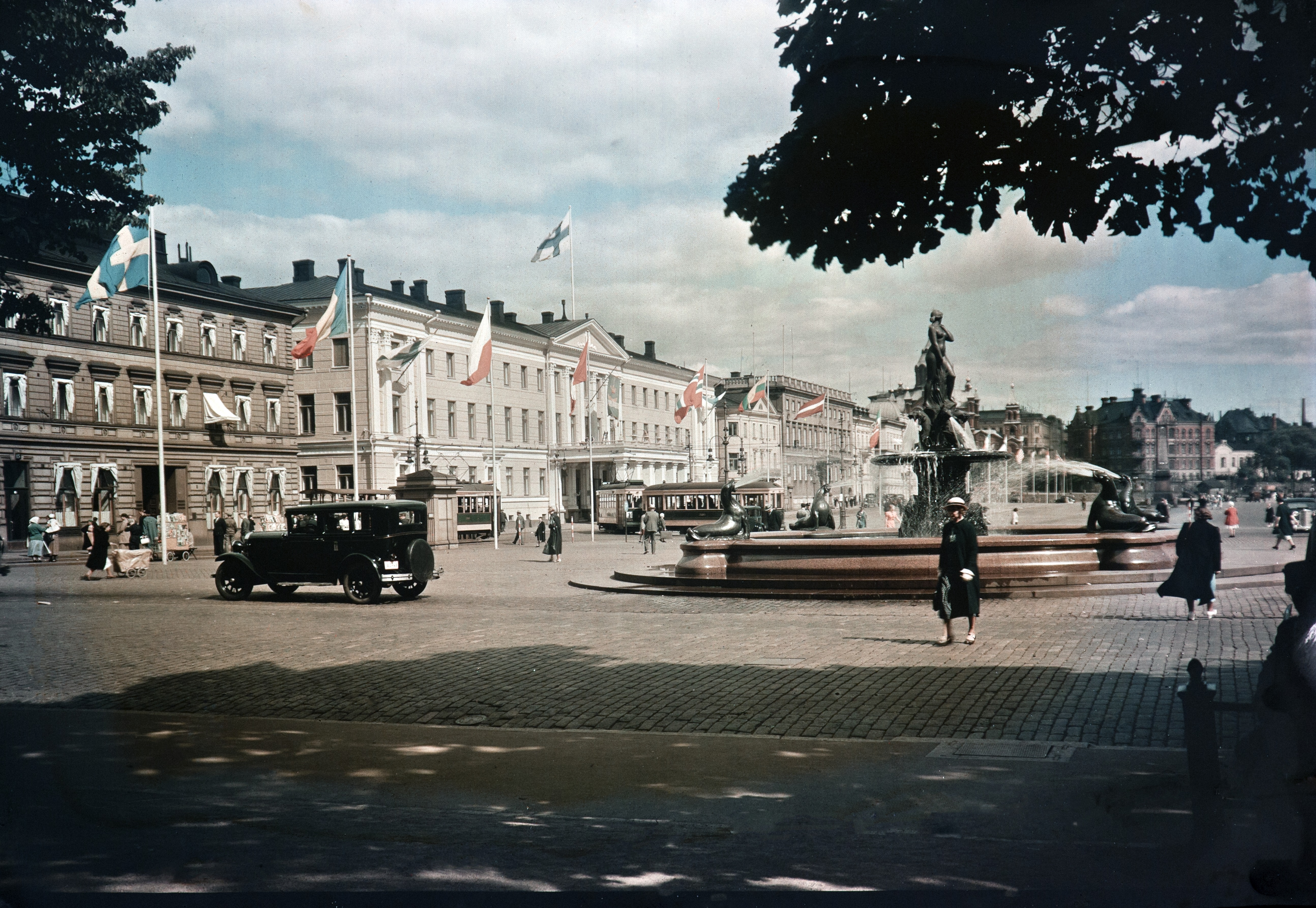
Havis Amanda på 1930-talet.
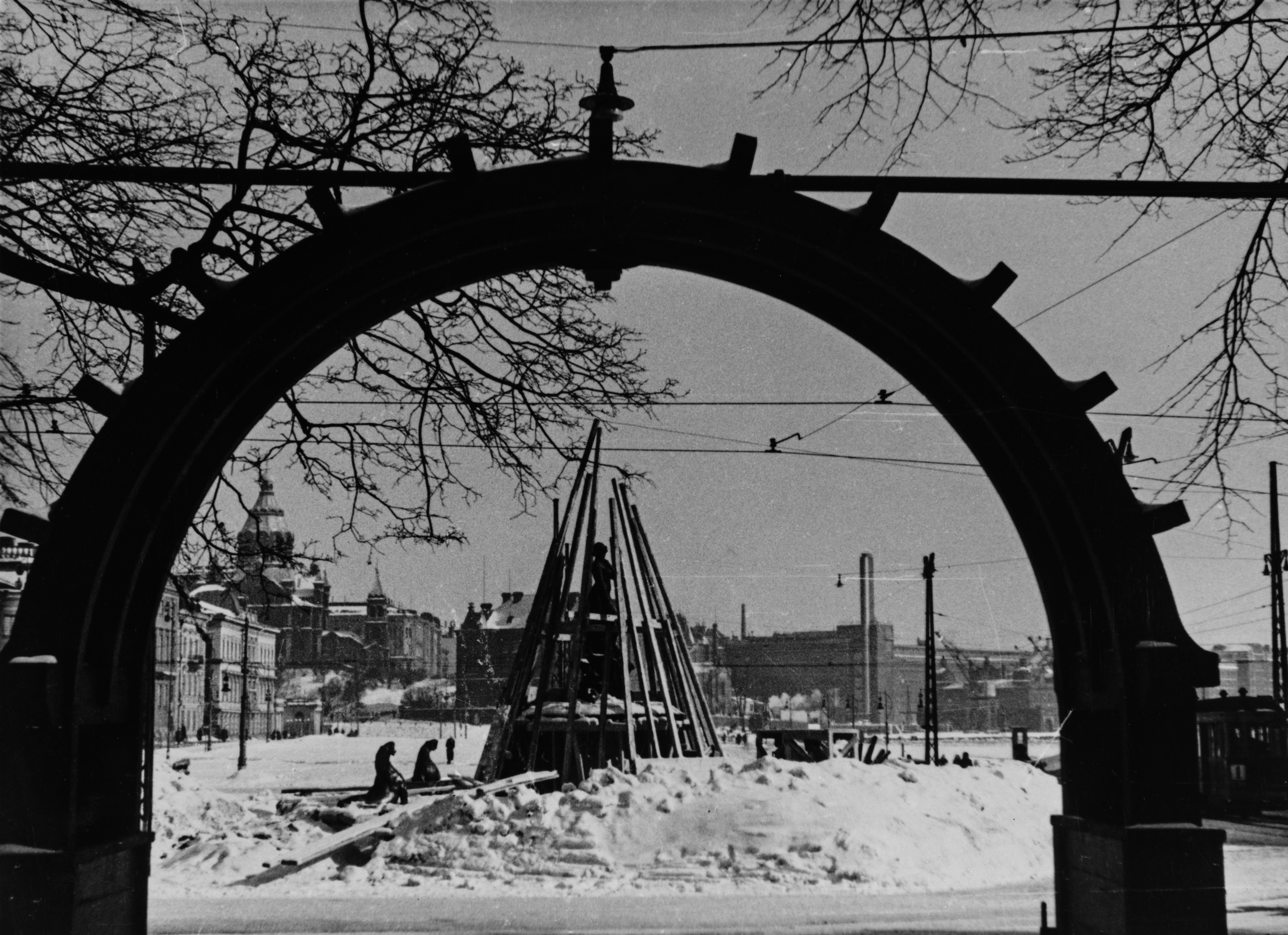
Havis Amanda under Vinterkriget.
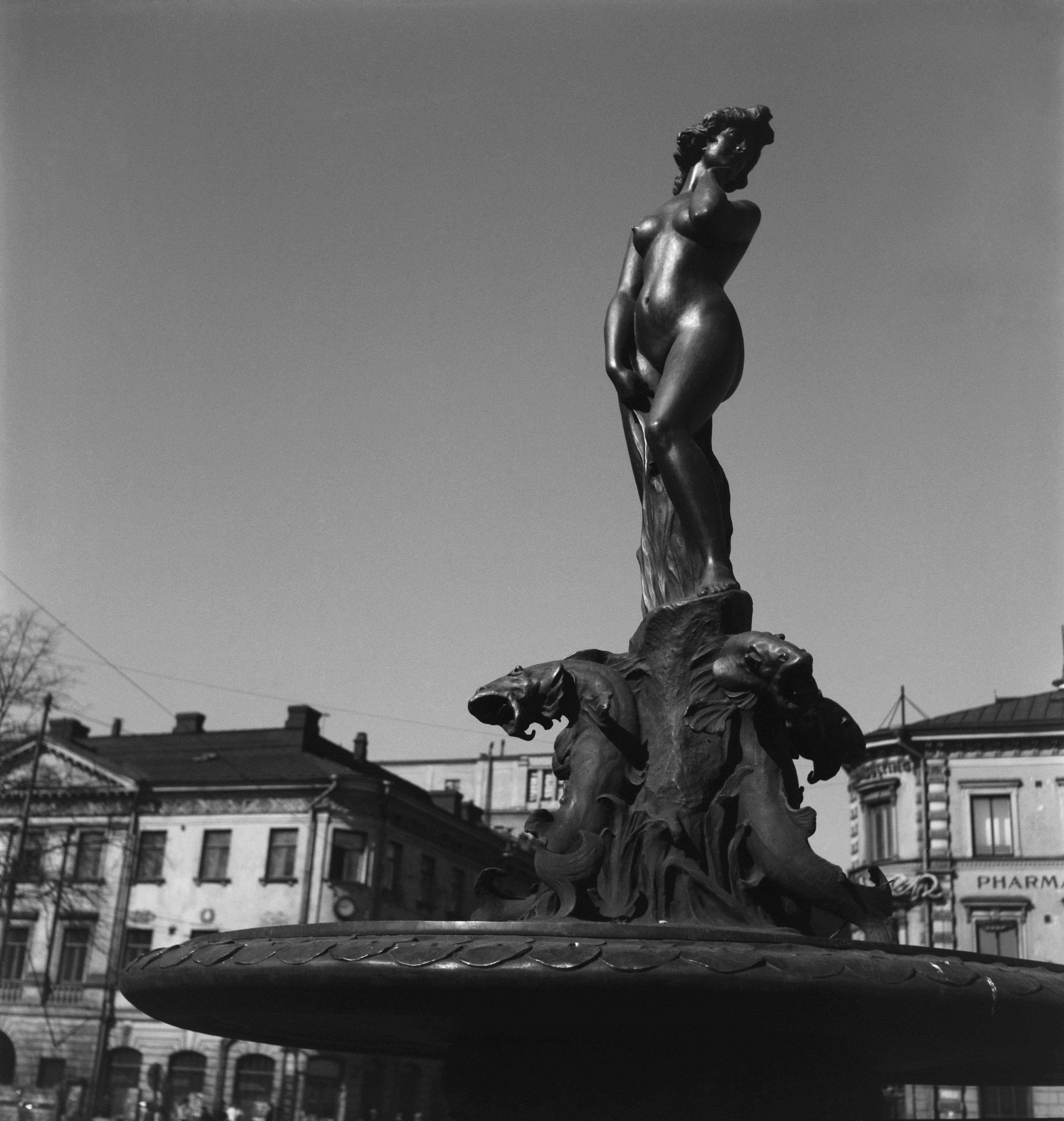
1948.
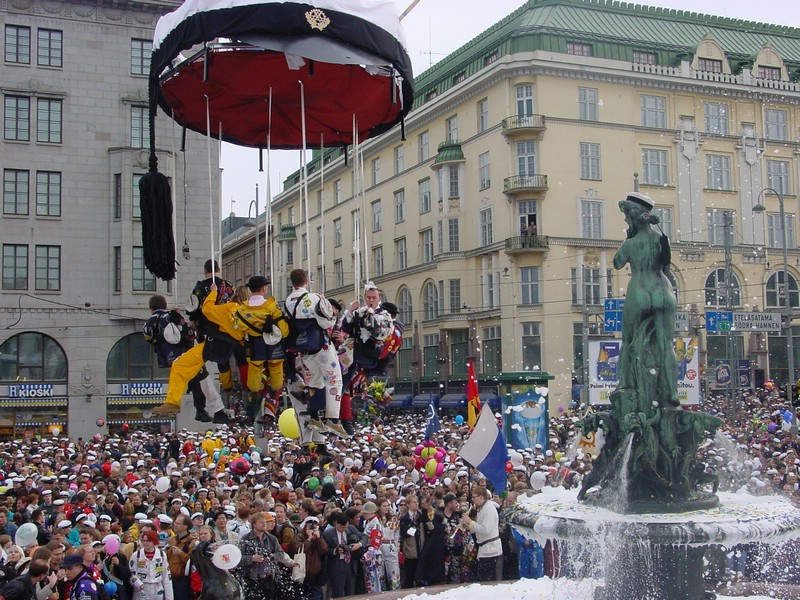
Valborgsfirandet kring Havis Amanda 2002.
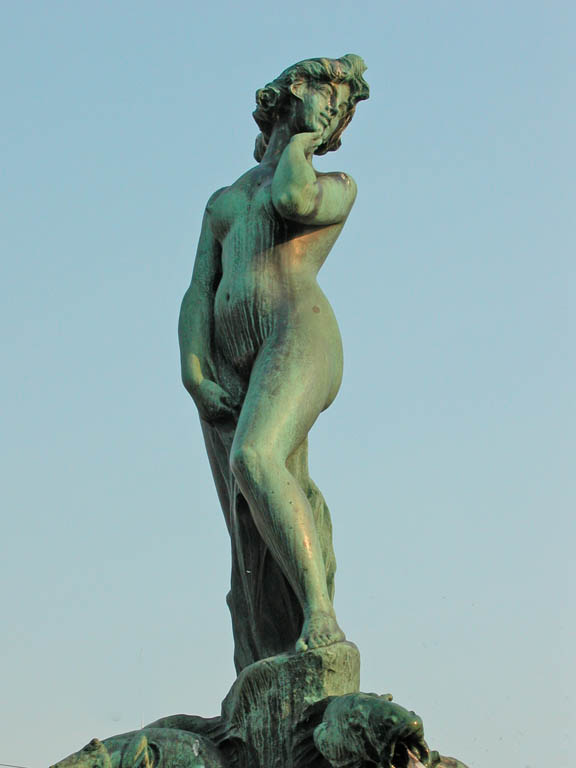
2006.
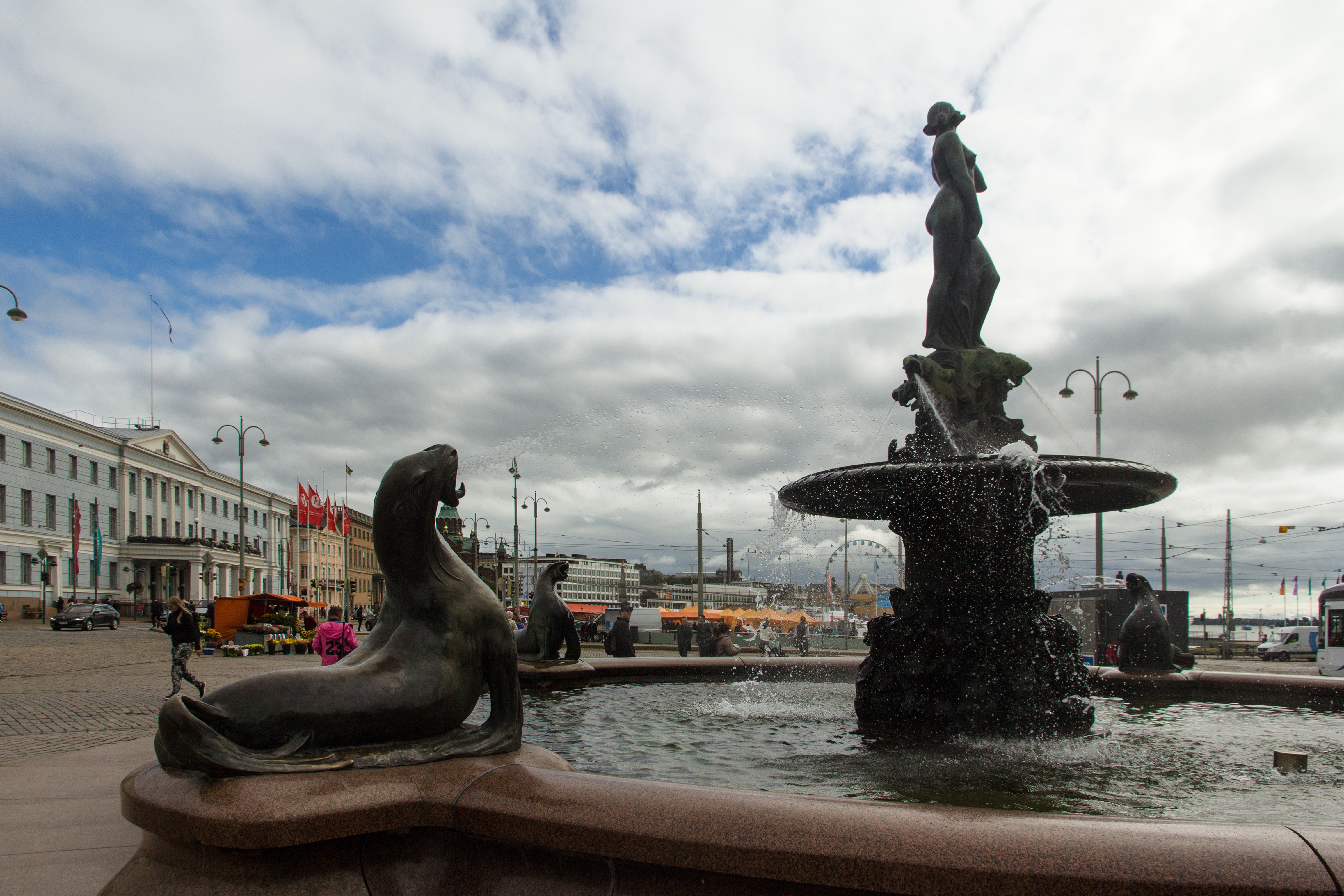
2017.